# 2003 UW291
2003 UW291, também escrito como 2003 UW291, é um objeto transnetuniano que está localizado no Cinturão de Kuiper, uma região do Sistema Solar. Este corpo celeste é classificado como um provável cubewano. Ele possui uma magnitude absoluta de 6,3 e tem um diâmetro estimado com 242 km. O astrônomo Mike Brown lista este corpo celeste em sua página na internet como um candidato a possível planeta anão.

## Descoberta
2003 UW291 foi descoberto no dia 23 de outubro de 2003 pelo astrônomo Marc W. Buie.

## Órbita
A órbita de 2003 UW291 tem uma excentricidade de 0,000 e possui um semieixo maior de 44,614 UA. O seu periélio leva o mesmo a uma distância de 44,614 UA em relação ao Sol e seu afélio a 44,614 UA.